# 张伟文 (1966年)
张伟文（1966年7月—），男性，湖南醴陵人，生于甘肃平凉，中共党员，中华人民共和国政治人物。

## 人物经历
张伟文长期在中国航天系统工作，曾任中国航天科技集团第五研究院第五一〇研究所所长，2017年12月，接替栾克军出任中共兰州市委副书记、市人民政府市长。2023年3月，转任甘肃省人民政府党组成员、秘书长。